# Nicholas Maw
Nicholas Maw fue un compositor británico. Nació en 1935 en Grantham, Lincolnshire, Inglaterra y falleció en 2009. Estudió en la Royal Academy of Music, Londres (1955-58) con Paul Steinitz y Lennox Berkeley. También estudió en París con Nadia Boulanger y Max Deutsch (pupilo de Schoenberg, creador del dodecafonismo).  
Como docente, trabajó en diferentes universidades como la Trinity College Cambridge, la Exeter University y la universidad de Yale. Actualmente es profesor de composición en el Peabody Conservatory, Baltimore.
Sus trabajos más conocidos son piezas para orquesta como "La odisea" (1987), "El mundo en la Noche" (1988), "El trabajo de Guitarra, Música de la Memoria" (1989) y un "Concierto de violín" (1993) escrito para Joshua Bell. 
Su música ha sido descrita como neo-romántica, pero también como modernista. Fue miembro del Conservatorio de Música de Peabody en la Universidad Johns Hopkins.
En 2002 compuso una ópera llamada Sophie's Choice (basada en la novela homónima de William Styron), que fue encargada por la BBC Radio 3 y la Royal Opera House, Covent Garden y finalmente se estrenó en el Royal Opera House, bajo la dirección de Sir Simon Rattle.
Posteriormente, la ópera recibió una nueva producción de director de escena Markus Bothe, en la Deutsche Oper de Berlín y la Volksoper Wien, que tuvo su estreno en América del Norte por la Opera Nacional de Washington en octubre de 2006.